# Emanuele Della Rosa
Emanuele Della Rosa (Roma, 21 febbraio 1980) è un pugile italiano.

## Biografia
Peso Superwelter, si avvicina al pugilato all'età di 18 anni, sotto la guida di Luciano Sordini.
Da dilettante totalizza 25 vittorie, 7 sconfitte e 4 pari.
Il 19 marzo 2005 debutta tra i professionisti, al Palaluiss di Roma, battendo per KO alla terza ripresa il pugile romeno Robert Cristea.
In molti considerano il Della Rosa di inizio carriera come un pugile irruente e con la tendenza alla bagarre. Tuttavia si mette in mostra per la tenacia e per essere un vero e proprio demolitore, tanto che di lì a poco verrà soprannominato "Ruspa".
Il 4 agosto del 2006 si aggiudica ai punti il titolo vacante IBF international dei Welter contro il francese Choukri Yentour. L '8 giugno del 2007 arriva il secondo titolo importante della carriera di Della Rosa. Si tratta del vacante World Boxing Council (WBC) del Mediterraneo ottenuto a Roma, battendo all'undicesima ripresa il serbo Bogdan Mitic.
Dal 2007 al 2009 seguono altre 10 vittorie da professionista.
Il 19 dicembre 2009 a Schwerin nel nord della Germania, incontra il pugile di casa Sebastian Zbik. Entrambi gli atleti si presentano sul ring come imbattuti. Alla seconda ripresa Della Rosa subisce un brutto taglio all'altezza dello zigomo destro dovuto ad una testata del tedesco. Zbik si aggiudica l'incontro ai punti al termine delle 12 riprese.
Nel 2010 si interrompe la collaborazione col Maestro Sordini, e dopo 2 match disputati sotto la guida di Giancarlo Marinelli, passa
alla corte dei Maestri Eugenio Agnuzzi, Roberto D'elia e Valerio Monti.
Il 3 giugno 2011 Della Rosa difende il proprio titolo internazionale dei pesi Superwelter WBC contro il pugile polacco Daniel Urbanski allo stadio comunale di Pomezia. L'incontro si decide ai punti con i parziali di 120-106, 119-107, 119-107 a favore di Della Rosa.
Il 18 novembre 2011 a Sant'angelo in Vado, batte Jozsef Matolcsi ai punti e mantiene il titolo internazionale WBC dei Superwelter.
Il 16 giugno 2012 a Fregene in provincia di Roma, Della Rosa ha difeso il titolo internazionale WBC dei superwelter contro l'imbattuto pugile inglese Nasser Al Harbi.
Nella stessa serata hanno combattuto anche i suoi compagni di scuderia ed allenamento Domenico Spada, per mondiale Silver WBC ed Emanuele Blandamura, per il Silver International WBC.
Dopo due match di rodaggio contro McField e Trizno, e un training camp negli U.S.A., è in attesa di combattere contro il cubano Lara per la semifinale al titolo WBC dei SuperWelter in possesso di Saúl Álvarez.
Sifdante ufficiale al titolo europeo in possesso di Sergey Rabchenko, sabato 8 giugno a Brindisi, Della Rosa ha sconfitto per kot al 5º round il lettone Kostantins Sakara.
Dal 2011 al 2013 si è allenato col maestro Eugenio Agnuzzi, e dopo una breve esperienza in America agli ordini di Eufracio Gonzales, è allenato da Valerio Monti.
Il 26 ottobre a Tortolì, ha combattuto e sconfitto il lettone Morosek ai punti, in un incontro di routine.
Il 17 maggio 2014 al PalaDiFiore di Roma, è stato sconfitto per KOT all'ottavo round dallo spagnolo Isaac Real, per il vacante titolo europeo di categoria.
Il 27 marzo 2015 ha sconfitto a Fiumicino Francesco Di Fiore, diventando il nuovo Campione italiano dei pesi Superwelter.
Il 27 giugno 2015 a Roma, sconfigge il pugliese Felice Moncelli e si conferma Campione Italiano dei Superwelter.

## Incontri Titolati
Emanuele Della Rosa professionista:
2006
- 04/08/2006 - batte Choukri Yentour - IBF International Welterweight Title

2007
- 08/06/2007 - batte Bogdan Mitic - WBC Mediterranean Welterweight Title

2009
- 19/12/2009 - perde contro Sebastian Zbik - WBC interim Middleweight Title

2010
- 17/12/2010 - batte Ayoub Nefzi - WBC International Light middelweight Title

2011
- 03/06/2011 - batte Daniel Urbanski - WBC International Light middelweight Title
- 18/11/2011 - batte Jozsef Matolcsi - WBC International Light middelweight Title

2012
- 16/06/2012 - batte Nasser Al Harbi - WBC International Light middelweight Title

2014
- 17/05/2014 - perde contro Isaac Real - EBU Light middleweight Title

2015
- 27/03/2015 - batte Francesco Di Fiore - Italian Light middleweight Title
- 27/06/2015 - batte Felice Moncelli - Italian Light middleweight Title
- 30/4/2016 - pareggia contro Zakaria Attou - European Union middleweight Title